# Право на финансијску подршку породица са децом
Право на финансијску подршку породица са децом један је облика социјалне заштите који у Републици Србији могу да остваре супружници и ванбрачни партнери, деца и сродници у правој линији без обзира на степен сродства, као и сродници у побочној линији до другог степена сродства под условом да живе у заједничком домаћинству. Ова права су лична права и не могу се преносити на друга физичка и правна лица нити се могу наслеђивати, али се износи права који су доспели за исплату, а остали су неисплаћени услед смрти корисника, могу наслеђивати. Такође по овом праву остварена новчана примања не могу бити предмет обезбеђивања или принудног извршења.

## Опште информације
Давал материјалних средства у Закону о финансијској подршци породици са децом одредио је следеће категорије лица која могу да остваре ово право:
Породица
У смислу закона о овим правима породицу чине:
- супружници и ванбрачни партнери, без обзира где фактички живе.
- деца и сродници у правој линији без обзира на степен сродства, које не живи у породици, или дете које не живи у породици, а налази се на школовању – до краја рока прописаног за то школовање, а најкасније до навршене 26. године живота.
- сродници у побочној линији до другог степена сродства под условом да живе у заједничком домаћинству, или се у породици старатеља налази на основу решења органа старатељства.

Изузетно, од наведеног чланом породице не сматра се извршилац насиља у породици, односно његови приходи и имовина не утичу на право жртава насиља у породици да остваре право, ако испуњавају друге услове прописане овим законом.
Заједничко домачинство
Заједничко домаћинство, у смислу закона о овим правима, чини заједница живљења, привређивања и трошења средстава свих чланова домаћинства.

## Намена
Право на финансијску подршку могу да остваре породици са децом у циљу:ради:
- усклађивања рада и родитељства
- побољшања услова за задовољавање основних потреба деце;
- посебног подстицаја и подршке родитељима да остваре жељени број деце;
- побољшања материјалног положаја породица са децом, породица са децом са сметњама у развоју и инвалидитетом и породица са децом без родитељског старања.

## Врсте права
Права на финансијску подршку породици са децом у Републици Србији су:
- дечији додатак;
- родитељски додатак;
- накнада зараде, односно накнада плате за време породиљског одсуства, одсуства са рада ради неге детета и одсуства са рада ради посебне неге детета;
- остале накнаде по основу рођења и неге детета и посебне неге детета;
- накнада трошкова боравка у предшколској установи за децу без родитељског старања;
- накнада трошкова боравка у предшколској установи за децу са сметњама у развоју и децу са инвалидитетом;
- накнада трошкова боравка у предшколској установи за децу корисника новчане социјалне помоћи;
- регресирање трошкова боравка у предшколској установи деце из материјално угрожених породица. члана јесу права од општег интереса и о обезбеђивању стара се Република Србија.

О реализацији ових права права стара се општина, односно град, у складу са Закон о финансијској подршци породици са децом.